# Thành Long, Thạch Thành
Thành Long là một xã thuộc huyện Thạch Thành, tỉnh Thanh Hóa, Việt Nam.
Xã Thành Long có diện tích 27,26 km², dân số năm 1999 là 5544 người, mật độ dân số đạt 203 người/km².